# Trampin’
Trampin’ – dziewiąty album Patti Smith nagrany w 2003 roku w Loho Studios (Nowy Jork).

## Lista utworów
1. "Jubilee" (Patti Smith, Lenny Kaye, Jay Dee Daugherty) – 4:43
2. "Mother Rose" (Smith, Tony Shanahan) – 4:56
3. "Stride of the Mind" (Smith, Oliver Ray) – 3:37
4. "Cartwheels" (Smith, Kaye) – 6:01
5. "Gandhi" (Smith, Kaye, Daugherty, Shanahan, Ray) – 9:21
6. "Trespasses" (Smith, Daugherty) – 5:00
7. "My Blakean Year" (Smith) – 5:16
8. "Cash" (Smith, Ray) – 4:20
9. "Peaceable Kingdom" (Smith, Shanahan) – 5:09
10. "Radio Baghdad" (Smith, Ray) – 12:17
11. "Trampin’" (traditional) – 2:56

### Edycja 2xCD

#### CD 1
1. "Jubilee" (Smith, Kaye, Daugherty) – 4:43
2. "Mother Rose" (Smith, Shanahan) – 4:56
3. "Stride of the Mind" (Smith, Ray) – 3:37
4. "Cartwheels" (Smith, Kaye) – 6:01
5. "Gandhi" (Smith, Kaye, Daugherty, Shanahan, Ray) – 9:21
6. "Trespasses" (Smith, Daugherty) – 5:00
7. "My Blakean Year" (Smith) – 5:16
8. "Cash" (Smith, Ray) – 4:20
9. "Peaceable Kingdom" (Smith, Shanahan) – 5:09
10. "Radio Baghdad" (Smith, Ray) – 12:17
11. "Trampin’" (traditional) – 2:56

#### CD 2
1. "Jubilee" (Smith, Kaye, Daugherty) – 5:03
2. "Break It Up" (Smith, Tom Verlaine) – 3:55
3. "Beneath the Southern Cross" (Kaye, Smith) – 6:38
4. "25th Floor" (Smith, Ivan Kral) – 6:57
5. "Cash" (Smith, Ray) – 4:26
6. "Seven Ways of Going" (Smith) – 8:17
7. "Dancing Barefoot" (Smith, Kral) – 6:26
8. "Free Money" (Smith, Kaye) – 4:59
9. "Gandhi" (Smith, Kaye, Daugherty, Shanahan, Ray) – 10:38
10. "Peaceable Kingdom" (Smith, Shanahan) – 5:45
11. "Gloria" (Smith, Van Morrison) – 9:24

## Skład
- Patti Smith – wokal, klarnet
- Lenny Kaye – gitara, elektryczna gitara hawajska
- Jay Dee Daugherty – perkusja, instrumenty perkusyjne
- Tony Shanahan – gitara basowa, instrumenty klawiszowe, dalszy wokal
- Oliver Ray – gitara, farfisa

### Gościnnie
- Jesse Smith – pianino
- Rebecca Wiener – skrzypce